# Nealcidion quinquemaculatum
Nealcidion quinquemaculatum là một loài bọ cánh cứng trong họ Cerambycidae.